# Biosfera 2
“Biosfera 2” es una estructura de 1,27 hectáreas (3,15 acres) construida originalmente para formar un ecosistema artificial cerrado en Oracle, Arizona (EE. UU.) por Space Biosphere Ventures, compañía que cuenta como principales delegados con John Polk Allen y Margret Augustine. Construida entre 1987 y 1991, fue diseñada para comprender el complejo entramado de interacciones en un ecosistema, así como para estudiar la viabilidad de biosferas cerradas en la colonización espacial y permitir el estudio y manipulación de una biosfera sin dañar la Tierra. Su nombre se debe a estar modelada sobre una primera biosfera: nuestro ecosistema terrestre. Se financió principalmente a través de la compañía de Edward Bass. El proyecto costó doscientos millones de dólares y se prolongó de 1985 a 2007.
Con un tamaño similar al de dos campos y medio de fútbol, constituyó el mayor ecosistema cerrado jamás construido. La naturaleza hermética de la estructura permitió a los científicos monitorizar la química del aire, el agua y la tierra contenida en ella. Asimismo, un equipo médico efectuó un seguimiento continuo del estado de salud de la tripulación humana.
En su interior había una selva de 1900 m², un océano de 850 m² con un arrecife de coral, un manglar de 450 m², 1300 m² de sabana, un desierto de 1400 m², 2500 m² de tierras cultivables, un hábitat humano con alojamiento y oficinas, y ciertas instalaciones técnicas bajo tierra. La calefacción y el agua fría circulaban por sistemas de tuberías independientes, y la energía eléctrica era proporcionada por una central de gas natural.
En 2006 la estructura dejó de ser hermética y la finca, situada en una zona de ciudades dormitorio alrededor de Tucson, fue propuesta para su urbanización y conversión en futura comunidad residencial.
El 5 de junio de 2007, la propiedad, incluidas las tierras circundantes con una extensión de 668 ha (1650 acres), fue vendida a una promotora de viviendas residenciales por cincuenta millones de dólares. Parte del terreno sería destinado a viviendas y a un hotel turístico. La reserva, no obstante, permanecería abierta para su exhibición.
El 26 de junio de 2007, la Universidad de Arizona anunció que continuaría con la investigación en Biosfera 2. La noticia acabó con el miedo a la destrucción del famoso terrario de cristal. Responsables de la Universidad comunicaron que gracias a donaciones privadas y becas podrían financiar tanto la investigación como los costes operativos por un espacio de tres años, prorrogables a diez.

## Historia

### Primeros experimentos
Antes de Biosfera se llevaron a cabo tres pequeñas misiones en el Módulo de Pruebas (Test Module o TM), de tamaño bastante menor. Los objetivos de estas pruebas fueron bastante modestos, siendo uno de los más importantes el ensayo del sistema de reciclado de residuos. 
John Polk Allen permaneció tres días en el TM; más tarde, Abigail Alling estuvo cinco; y, finalmente, Linda Leigh marcó un nuevo récord mundial con una permanencia de tres semanas. Estas pequeñas misiones fueron, obviamente, demasiado cortas para tan siquiera intentar la cría de animales o el cultivo. Tampoco se recogieron en ellas datos que pudieran ser de utilidad para estimar la capacidad de Biosfera a la hora de mantener a ocho personas durante dos años.

### Misión 1
La primera misión en cuarentena duró desde el 26 de septiembre de 1991 hasta el 26 de septiembre de 1993. La tripulación la formaron el investigador y médico Roy Walford, Jane Poynter, Taber MacCallum, Mark Nelson, Sally Silverstone, Abigail Alling (quien reemplazó a última hora a Silke Schneider), Mark Van Thillo y Linda Leigh.
Los plátanos se desarrollaron bastante bien en la estructura, constituyendo una importante fuente de alimentos. Otros cultivos que se incluyeron fueron batatas y cacahuetes. Con todo, los tripulantes reportaron una continua sensación de hambre al no haber sido capaces de cultivar suficiente comida para ocho personas, que llevaban, además, un estilo de vida ajetreado.
Apareció además otro problema. Durante la primera misión, el oxígeno en el interior de la estación decreció a ritmo constante desde un 20,9% inicial hasta un 14,5% en 16 meses, siendo este el equivalente al oxígeno disponible a una altura de 4.080 metros. El médico Dr. Roy Walford, miembro de la tripulación, efectuó un seguimiento exhaustivo de los niveles de oxígeno junto con otros doctores del exterior de la Universidad de Arizona, y en algún momento hubo de pedir la adición de oxígeno extra, llevada a cabo hasta en dos ocasiones: el 13 de enero y el 26 de agosto.
Estas complicaciones surgieron en parte motivadas por niveles bajos de luz. El tiempo ese año fue inusualmente nublado, reduciendo la fotosíntesis. Además, las vigas de apoyo de la estructura bloquearon una significativa cantidad de luz, constituyendo así un daño colateral del diseño de la estación.
También surgió la teoría de que la caída de los niveles de oxígeno podría ser debida a la presencia de microbios en el terreno. En las zonas de cultivo, sabana y tropical se inocularon microorganismos con el fin de favorecer el desarrollo de las plantas. Por otro lado, la cantidad de carbono presente en el terreno al comienzo del experimento podría haber sido demasiado elevada, y así los microorganismos estarían consumiendo oxígeno en exceso al convertir el carbono del terreno en dióxido de carbono, utilizando para ello el oxígeno del aire.
No obstante, esta teoría implicaría que los microbios, al consumir tanto oxígeno, habrían de crear cantidades ingentes de dióxido de carbono, por lo que el incremento de CO2 debiera haber sido mayor de lo que se detectó en las lecturas atmosféricas. Más adelante se descubrió que el hormigón de la base de la estructura había estado absorbiendo gran parte de este dióxido de carbono, suavizando así el efecto pernicioso de los microbios en la presencia de oxígeno en el aire.
Según el libro de biología general “Biology”, de Neil Campbell y Jane Reece, Biosfera 2 padeció también de niveles de CO2 “salvajemente variables”, y la mayor parte de las especies vertebradas y todos los insectos polinizadores murieron.

### Misión 2
La segunda misión en cuarentena comenzó el 6 de marzo de 1994 con una duración proyectada de diez meses. La tripulación la formaron Norberto Álvarez Romo (capitán), John Druitt, Matt Finn, Pascal Maslin, Charlotte Godfrey, Rodrigo Romo (sin relación con Norberto) y Tilak Mahato.
El 1 de abril graves acusaciones al equipo de dirección provocan su desalojo en cumplimiento de una orden de restricción, quedando la dirección del proyecto a cargo de 'Ed Bass’ Company, Decisions Investment.
A las 3 de la mañana del 5 de abril, Abigail Alling y Mark Van Thillo, miembros de la primera tripulación, sabotearon deliberadamente el proyecto con la apertura de todas las puertas, violando así la cuarentena. Al poco, el capitán Norberto Álvarez Romo, por entonces casado con Margret Augustine, abandonó Biosfera. Fue reemplazado por Bernd Zabel, que ya había sido nombrado capitán de la primera misión pero depuesto a última hora. Dos meses más tarde, Matt Smith reemplazó a Matt Finn.
La compañía Space Biospheres Ventures quedó oficialmente disuelta el 1 de junio. La misión acabaría prematuramente el 6 de septiembre de 1994.

### Universidad de Columbia
En 1995 la dirección de Biosfera 2 fue transferida a la Universidad de Columbia, quien utilizó el complejo como centro de investigaciones en el que sus estudiantes solían pasar un semestre entero. En 2003, Biosfera fue devuelta a sus propietarios originales.

### Venta
El 10 de enero de 2005 la compañía propietaria de Biosfera 2, Decisions Investments Corporation, anunció la puesta en venta del complejo. En principio se buscaba darle un uso científico, si bien no se excluían compradores con intereses turísticos. En junio de 2007, Associated Press anuncia su venta por 50 millones de dólares a CDO Ranching & Development, L.P. Se construirían 1500 casas y un hotel turístico, si bien la estructura principal se respetaría para la investigación y el uso científico.

### Bajo nueva administración
El 26 de junio de 2007, la Universidad de Arizona anuncia que se hará cargo de Biosfera 2, utilizando el enclave como laboratorio para el estudio, entre otras cosas, del cambio climático. La Universidad correrá con los gastos del arrendamiento de la superficie ocupada por Biosfera ante los propietarios. Asimismo, el patrocinador original de Biosfera, Edward P. Bass, donó a la universidad 30 millones de dólares adicionales para el mantenimiento del lugar.

## Ingeniería

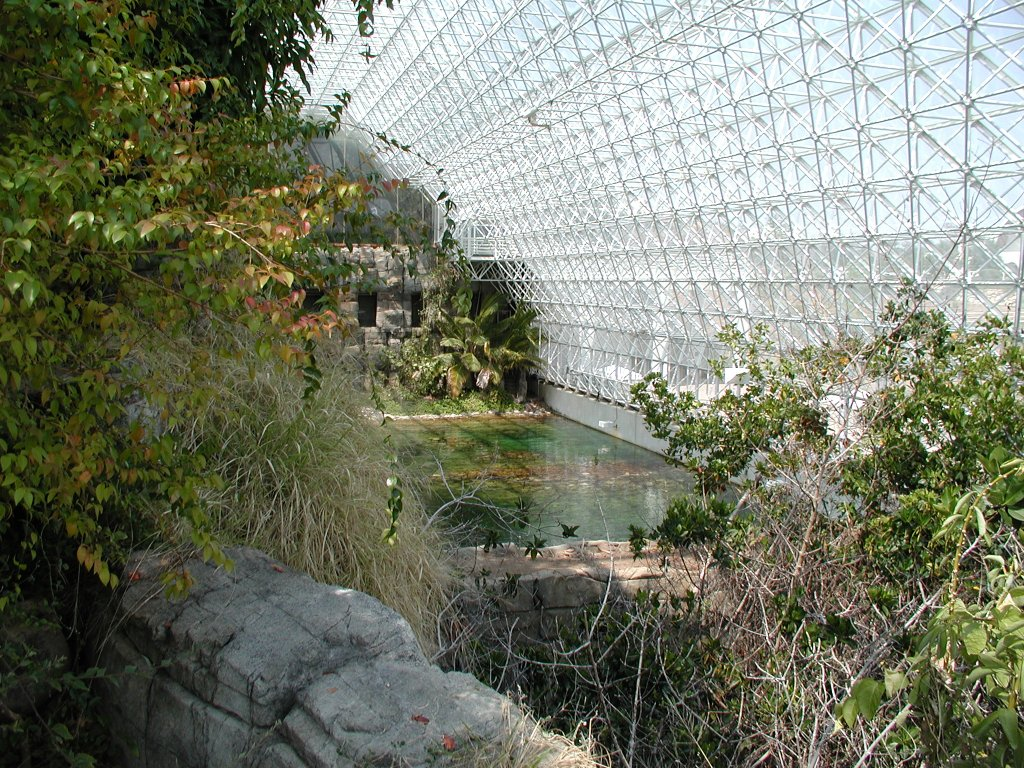
Biosfera 2 por dentro. La vista corresponde a la sabana (en primer plano) y el océano (al fondo).

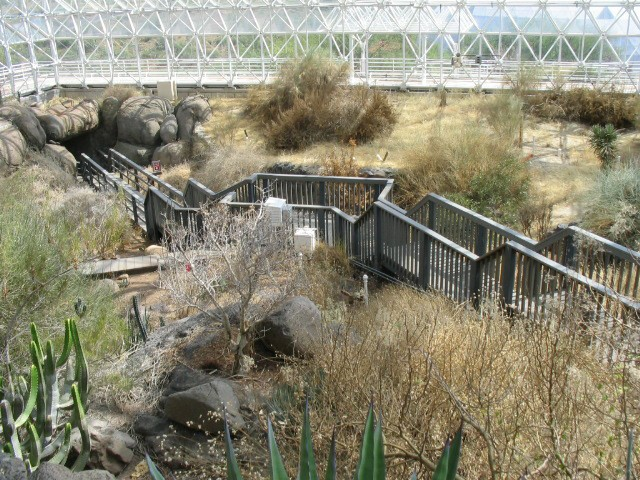
La sección del desierto costero de Biosfera el 2 de agosto de 2005.

Al igual que ocurrió con el Proyecto Apollo, Biosfera 2 es más un logro de la ingeniería que de la ciencia. La estructura sobresaliente fue fabricada con tuberías de acero, cristal de alto rendimiento y armazón acerado. El armazón y los cristales fueron diseñados y fabricados por una empresa a cargo de un estudiante de Buckminster Fuller, Peter Pearce (Peter Pearce & Associates). El cierre de las ventanas y las estructuras fue diseñado con el fin de lograr un cierre casi hermético y conseguir así minimizar el flujo de aire, perjudicial para el desarrollo de los experimentos.  
Un efecto notable era cómo la estructura se amoldaba a la expansión de la atmósfera interna. Durante el día, el calor del sol provocaba que el aire de dentro se expandiese, mientras que de noche se enfriaba y contraía. Para evitar tener que encargarse de las enormes tensiones que surgirían de mantener un volumen constante, la estructura contaba con unos grandes diafragmas guardados en bóvedas llamadas "pulmones". Estos permitían a la estructura mantener la presión ambiente en todo momento, sin dejar escapar el aire fuera del hábitat. Esencialmente esto posibilitó que el edificio "creciera" durante el día, y encogiera de noche.
Como la apertura de ventanas no era posible, la estructura también requirió enormes aparatos acondicionadores de aire para controlar la temperatura y evitar la muerte de las plantas del interior. Por cada unidad de energía solar que entraba en la estructura, los acondicionadores debían gastar tres veces más en enfriar el hábitat de nuevo.

## Ciencia
Un número especial de la revista Ecological Engineering(Ingeniería Ecológica) editado por B.D.V. Marino y Howard T. Odum en 1999 representa la mayor colección de informes y conclusiones sobre Biosfera 2. Los documentos van desde modelos calibrados describiendo el metabolismo, el balance hidrológico, el calor y la humedad, hasta escritos que hablan de la explotación del bosque tropical, el manglar, el océano y los campos de cultivo en un entorno rico en dióxido de carbono. Los mismos autores escribieron también el libro "Biosphere 2: Research Past and Present (Biosfera 2: Investigación Pasado y Presente)" (ISBN 0-08-043208-5, 330 pp., Elsevier, 1999).

### Críticas
Se ha llegado a decir que en Biosfera 2 se instalaron secretamente purificadores de dióxido de carbono. El hecho de que se añadiese oxígeno y que el suministro eléctrico procediera de gas natural en vez de paneles solares ha suscitado opiniones sobre si esto sería “hacer trampa” o degradaría en algún modo la ciencia que se suponía estaba siendo probada. No obstante, al ser esta la primera estructura de su tipo, hay también quien considera lógico que fueran necesarios ajustes y alguna adaptación de este complejo sistema.  

## Psicología y conflictos
Casi todo lo conocido sobre grupos humanos en aislamiento procede de estudios psicológicos efectuados sobre científicos hibernando en estaciones de investigación en la Antártida. El estudio de este fenómeno se llama “psicología de entorno confinado”, y según Jane Poynter, esta no fue aplicada correctamente en Biosfera 2.
Antes de que la primera misión en cuarentena alcanzase su ecuador, el grupo ya se había dividido en dos facciones, con antiguos amigos íntimos convertidos en enemigos implacables. Indudablemente, la falta de oxígeno y el bajo suministro de alimentos contribuyeron a minar la moral de todos. La división vino provocada por una disputa entre la tripulación sobre qué era exactamente Biosfera: ¿un experimento científico, una aventura empresarial o quizá solo una enorme instalación artística? La situación llegó al extremo de que Time Magazine, escribiera:

Ahora, el barniz de credibilidad, ya dañado por acusaciones de manipulación de datos, escondites secretos de comida y suministros de contrabando, se ha roto... El experimento de dos años en autosuficiencia está empezando a parecer menos como ciencia y más como un truco de 150 millones de dólares.

## Resultados
De todos los experimentos, hayan tenido éxito o no, siempre puede extraerse alguna conclusión. En el caso de Biosfera 2, los investigadores aprendieron que los ecosistemas cerrados y pequeños son complejos y vulnerables a eventos no previstos. Esta lección se espera sea aplicable en un futuro al más peligroso entorno del espacio.
Desde un punto de vista empresarial, Biosfera 2 puede ser considerada como un fracaso administrativo. Nunca se pensó que el proyecto llegara a ser rentable, pero sí que podrían costearse algunos de sus enormes gastos suponiendo que 10 000 visitantes al mes pagaran hasta 80 dólares la visita.